# براب
روستای برآب یکی از توابع شهرستان داراب است دلیل نام گذاری این روستا به برآب وجود یک رودخانه در این روستا در گذشته بوده است و کلمه بر آب از دو جزء (بر) و(آب) تشکیل شده که «بر» به زبان محلی به معنای «کنار یا جنب » است این روستا در مجاورت روستای تیزآب واقع شده است ، این روستا به هیچ وجه توسعه یافته نیست و مردم آن که با توجه به خشکسالی و کمبود آب دیگر قادر به کشاورزی در ابعاد وسیع نیستند و اکنون از فقر شدید رنج میبرند و اکثرا به شغل های خدماتی ای همچون فروشندگی و کارگری و ...  مشغول هستند

## امکانات
این روستا دارای یک مدرسه ابتدایی به نام (برهان برآب) است که در دو شیفت دخترانه و پسرانه است.
یکی دیگر از امکانات این روستا داستن خانه بهداشت است.

## محصولات کشاورزی
مردم این روستا به کشاورزی در تمام فصول سال مشغولند و محصولاتی از قبیل گندم، ذرت و پنبه را کشت می‌کنند.
این روستا تقریباً توسط زمین‌های کشاورزی چند صد هکتاری محاصره شده